# Šinkov salaš
Šinkov salaš je přírodní rezervace v katastrálním území Dvorníky obce Hontianske Tesáre v okrese Krupina v Banskobystrickém kraji na Slovensku. Území bylo vyhlášeno v roce 1999 a jeho rozloha je 2,315 hektaru. Předmětem ochrany lokalita s výskytem hlaváčku jarního (Adonis vernalis).